# Gare de Saint-Sauveur-de-Pierrepont
La gare de Saint-Sauveur-de-Pierrepont était une halte ferroviaire française de la ligne de Coutances à Sottevast, située à proximité du Bourg de la commune de Saint-Sauveur-de-Pierrepont, dans le département de la Manche en région Normandie. 

## Situation ferroviaire
Établie à 10 mètres d'altitude, la halte de Saint-Sauveur-de-Pierrepont était située au point kilométrique (PK) 44,169 de la ligne de Coutances à Sottevast, entre les gares de La Haye-du-Puits et de Saint-Sauveur-le-Vicomte. 

## Service des voyageurs
Halte fermée et désaffectée.